# Internationaux de Tennis de Blois 2013
L'Internationaux de Tennis de Blois 2013 è stato un torneo di tennis facente parte della categoria ATP Challenger Tour nell'ambito dell'ATP Challenger Tour 2013. È stata la 6ª edizione del torneo che si è giocata a Blois in Francia dal 10 al 16 giugno 2013 su campi in terra rossa e aveva un montepremi di €30,000+H.

## Partecipanti singolare

### Teste di serie
| Nazionalità | Giocatore           | Ranking* | Testa di serie |
| ----------- | ------------------- | -------- | -------------- |
| Francia     | Marc Gicquel        | 126      | 1              |
| Colombia    | Alejandro González  | 147      | 2              |
| Belgio      | Julian Reister      | 150      | 3              |
| Serbia      | Dušan Lajović       | 155      | 4              |
| Cile        | Paul Capdeville     | 156      | 5              |
| Francia     | Josselin Ouanna     | 157      | 6              |
| Spagna      | Pablo Carreño Busta | 164      | 7              |
| Argentina   | Facundo Bagnis      | 165      | 8              |
| Argentina   | Guido Andreozzi     | 167      | 9              |

- Ranking al 27 maggio 2013.

### Altri partecipanti
Giocatori che hanno ricevuto una wild card:
- Maxime Hamou
- Alexis Musialek
- Mathieu Rodrigues
- Maxime Teixeira

Giocatori che sono passati dalle qualificazioni:
- Máximo González
- Guillermo Olaso
- Laurent Rochette
- Alexander Ward
- Carlos Salamanca (lucky loser)

## Vincitori

### Singolare
Julian Reister ha battuto in finale  Dušan Lajović con il punteggio di 6–1, 6(3)–7, 7–6(2).

### Doppio
Jonathan Eysseric /  Nicolas Renavand hanno battuto in finale  Ruben Gonzales /  Chris Letcher con il punteggio di 6–3, 6–4